# Keith Foulke
Keith Charles Foulke (né le 19 octobre 1972 à Rapid City, Dakota du Sud, États-Unis) est un ancien lanceur de relève droitier des Ligues majeures de baseball.
Il dispute 11 saisons de 1997 à 2008 et en joue 6 chez les White Sox de Chicago. Il réalise 191 sauvetages au cours de sa carrière et mène la Ligue américaine avec 43 au cours de la saison 2003, où il reçoit son unique sélection au match des étoiles.
Joueur des Red Sox de Boston pendant 3 saisons, Keith Foulke réalise aux dépens d'Edgar Rentería des Cardinals de Saint-Louis le dernier retrait de la Série mondiale 2004, qui est le premier titre remporté par les Red Sox depuis 1918.